# Kupferstich-Kabinett

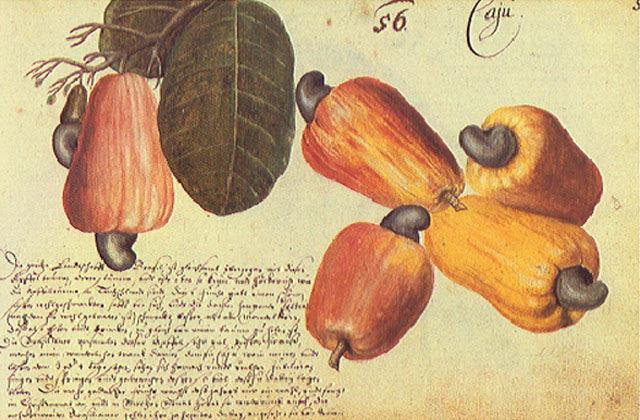
Zacharias Wagner, Noix de cajou, aquarelle du Livre des animaux du Brésil, 1641.

Le Kupferstisch-Kabinett Dresden (cabinet d’estampes, de dessins et de photographies de Dresde) est un musée situé dans le château de la Résidence de Dresde (Residenzschloss). Il fait partie du complexe des Collections nationales de Dresde.
Fondé en 1720, le Kupferstich-Kabinett représente la collection graphique la plus ancienne sur le territoire de langue allemande. Le Kupferstich-Kabinett est un des musées d’art les plus importants du monde à présenter des dessins, des estampes et des photographies. Le musée comprend plus de 500 000 œuvres étalées sur une période de six siècles : des collections exceptionnelles d’estampes allemandes de la Renaissance, de dessins hollandais du XVe au XVIIe siècle et d’œuvres d’artistes remarquables du XIXe et du XXe siècle. Elle comprend notamment des œuvres de Dürer, Cranach, Holbein, Rembrandt, Michel Ange, Rubens, Van Eyck, Goya ou encore Käthe Kollwitz. 
L’importance du Kupferstich-Kabinett s’explique par la qualité et le caractère inégalé de ses objets d’art comprenant des dessins artistiques, des aquarelles, des gouaches, des eaux-fortes, des lithographies, des gravures sur cuivre, des recueils illustrés et des photographies artistiques. La salle d’études offre à tous les visiteurs la possibilité d’étudier des originaux.